# Segundo Senado Tschentscher
El segundo Senado de Peter Tschentscher ejerció el poder ejecutivo de Hamburgo, a partir del 10 de junio de 2020 hasta el 7 de mayo de 2025. Encabezado por el político Peter Tschentscher, el gobierno estuvo integrado por el Partido Socialdemócrata de Alemania (SPD) y Alianza 90/Los Verdes (B'90/Grüne).

## Mandato
Este gobierno estuvo dirigido por el alcalde gobernante socialdemócrata Peter Tschentscher. Estuvo formado y apoyado por una coalición entre el Partido Socialdemócrata de Alemania (SPD) y Alianza 90/Los Verdes (B'90/Grüne). Juntos tenían 87 diputados de 123 de los escaños en el Parlamento de Hamburgo.
Por lo tanto, sucedió al Primer Senado Tschentscher, formado por el SPD y la B'90/Grüne y fue reemplazado por el Tercer Senado Tschentscher.

## Gabinete ministerial
Partido Socialdemócrata de Alemania     Alianza 90/Los Verdes

### Alcalde Gobernante de Hamburgo
| Fotografía | Primer Ministro    | Período             | Período           | Partido | Partido |
| Fotografía | Primer Ministro    | Inicio              | Fin               | Partido | Partido |
| ---------- | ------------------ | ------------------- | ----------------- | ------- | ------- |
|            | Peter Tschentscher | 10 de junio de 2020 | 7 de mayo de 2025 |         |         |

### Alcaldesa
| Fotografía | Vice primer ministro | Período             | Período           | Partido | Partido |
| Fotografía | Vice primer ministro | Inicio              | Fin               | Partido | Partido |
| ---------- | -------------------- | ------------------- | ----------------- | ------- | ------- |
|            | Katharina Fegebank   | 10 de junio de 2020 | 7 de mayo de 2025 |         |         |

### Senadores
| Ministerio                                              | Fotografía | Titular              | Período                 | Período                 | Partido | Partido |
| Ministerio                                              | Fotografía | Titular              | Inicio                  | Fin                     | Partido | Partido |
| ------------------------------------------------------- | ---------- | -------------------- | ----------------------- | ----------------------- | ------- | ------- |
| Ciencia, Investigación, Igualdad y Municipios           |            | Katharina Fegebank   | 10 de junio de 2020     | 7 de mayo de 2025       |         |         |
| Cultura y Medios de Comunicación                        |            | Carsten Brosda       | 10 de junio de 2020     | 7 de mayo de 2025       |         |         |
| Desarrollo Urbano y Vivienda                            |            | Dorothee Stapelfeldt | 10 de junio de 2020     | 15 de diciembre de 2022 |         |         |
| Desarrollo Urbano y Vivienda                            |            | Karen Pein           | 15 de diciembre de 2022 | 7 de mayo de 2025       |         |         |
| Economía e Innovación                                   |            | Michael Westhagemann | 10 de junio de 2020     | 15 de diciembre de 2022 |         |         |
| Economía e Innovación                                   |            | Melanie Leonhard     | 15 de diciembre de 2022 | 7 de mayo de 2025       |         |         |
| Educación y Formación Profesional                       |            | Ties Rabe            | 10 de junio de 2020     | 7 de mayo de 2025       |         |         |
| Finanzas                                                |            | Andreas Dressel      | 10 de junio de 2020     | 7 de mayo de 2025       |         |         |
| Interior y Deporte                                      |            | Andy Grote           | 10 de junio de 2020     | 7 de mayo de 2025       |         |         |
| Justicia y Protección del Consumidor                    |            | Anna Gallina         | 10 de junio de 2020     | 7 de mayo de 2025       |         |         |
| Medio Ambiente, Clima, Energía y Economía Agrícola      |            | Jens Kerstan         | 10 de junio de 2020     | 7 de mayo de 2025       |         |         |
| Trabajo, Salud, Asuntos Sociales, Familia e Integración |            | Melanie Leonhard     | 10 de junio de 2020     | 15 de diciembre de 2022 |         |         |
| Trabajo, Salud, Asuntos Sociales, Familia e Integración |            | Melanie Schlotzhauer | 15 de diciembre de 2022 | 7 de mayo de 2025       |         |         |
| Transporte y Transformación de la Movilidad             |            | Anjes Tjarks         | 10 de junio de 2020     | 7 de mayo de 2025       |         |         |